# Industrial and Commercial Bank of China (Asia)
Industrial and Commercial Bank of China (Asia) Limited (中國工商銀行(亞洲), 工銀亞洲), также известен как ICBC (Asia) — один из крупнейших лицензированных банков Гонконга (входит в десятку наиболее крупных финансовых учреждений города по величине активов), полностью принадлежит пекинскому Industrial and Commercial Bank of China. Основные сферы деятельности — коммерческий, инвестиционный и розничный банкинг, включая торговлю ценными бумагами и драгоценными металлами, страхование, управление активами, различные типы депозитов и кредитов, торговое финансирование, денежные переводы, попечительские услуги и консалтинг.
Штаб-квартира ICBC (Asia) расположена в офисном комплексе Three Garden Road, в башне ICBC Tower (район Сентрал). Банк имеет в Гонконге 59 розничных отделений и свыше 170 банкоматов. По состоянию на конец 2017 года общие активы ICBC (Asia) составляли почти 900 млрд гонконгских долларов.  

## История
В 1964 году в Гонконге был основан Union Bank of Hong Kong (香港友聯銀行), который в 1973 году вышел на Гонконгскую фондовую биржу. В 1986 году из-за финансовых проблем власти Гонконга национализировали и продали Union Bank китайской государственной корпорации China Merchants Group. К концу 1999 года общая стоимость активов Union Bank of Hong Kong составляла 21,4 млрд гонконгских долларов, банк имел 22 отделения в Гонконге и один зарубежный филиал. В 2000 году китайский Industrial and Commercial Bank of China приобрёл у China Merchants Group контрольный пакет акций Union Bank of Hong Kong за 1,8 млрд гонконгских долларов.
Вскоре после покупки Industrial and Commercial Bank of China переименовал Union Bank of Hong Kong в Industrial and Commercial Bank of China (Asia). В 2004 году ICBC (Asia) купил розничный бизнес Fortis Bank Asia HK, принадлежавшего бельгийской группе Fortis. Новый банк получил название Belgian Bank, однако в 2005 году он был полностью поглощён ICBC (Asia). Кроме того, в 2005 году ICBC (Asia) приобрёл Chinese Mercantile Bank, что позволило ему стать шестым по величине банком Гонконга.
В 2008 году ICBC (Asia) приобрёл компанию Worldsec Asset Management Limited, которую вскоре переименовал в ICBC (Asia) Investment Management Company Limited. В 2010 году банк ICBC (Asia) стал частной гонконгской компанией и был вычеркнут из листинга Гонконгской фондовой биржи (ICBC завершил процесс приватизации гонконгского банка, который стал филиалом, полностью принадлежащим материнской группе Industrial and Commercial Bank of China).

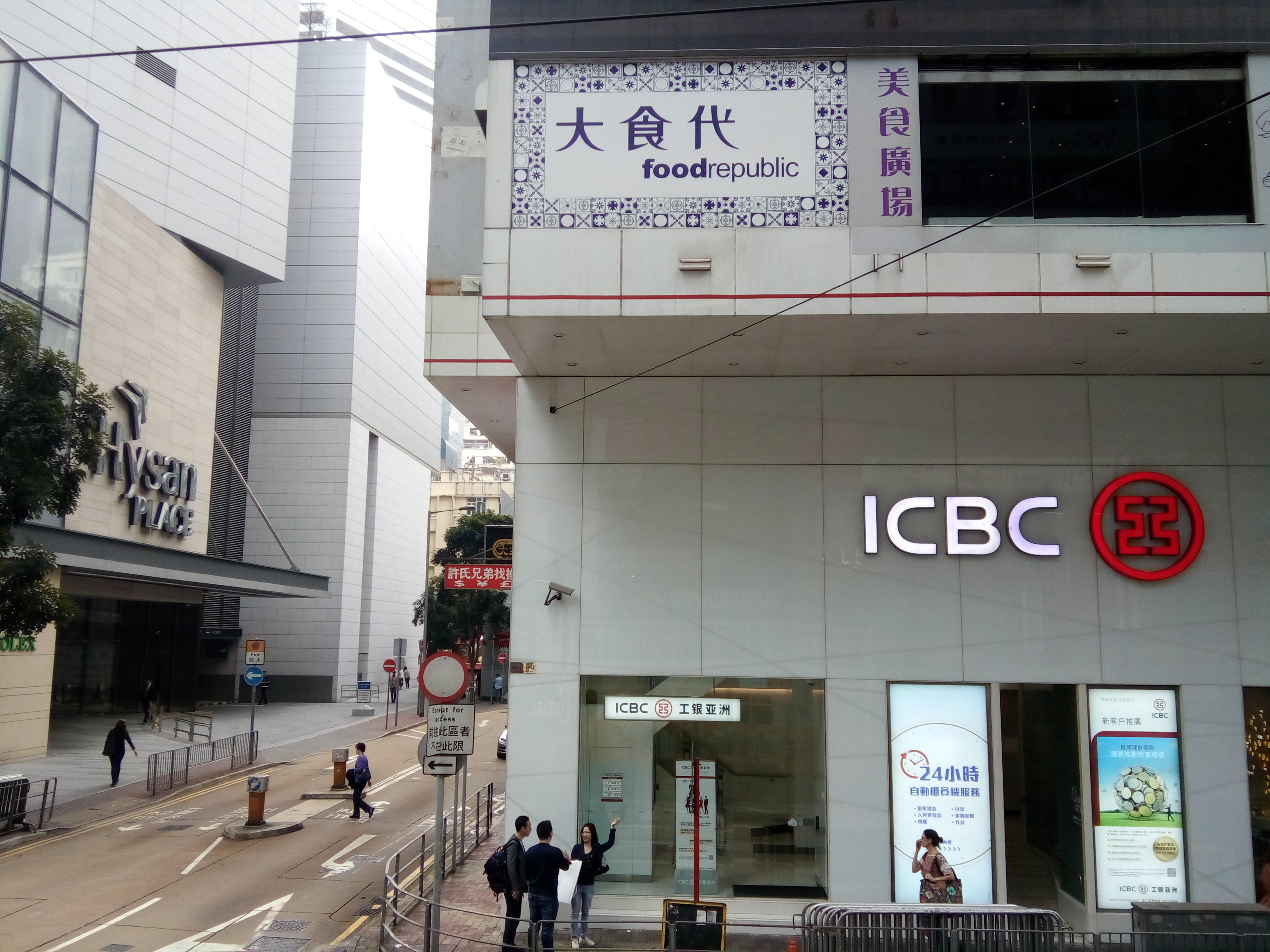
Отделение
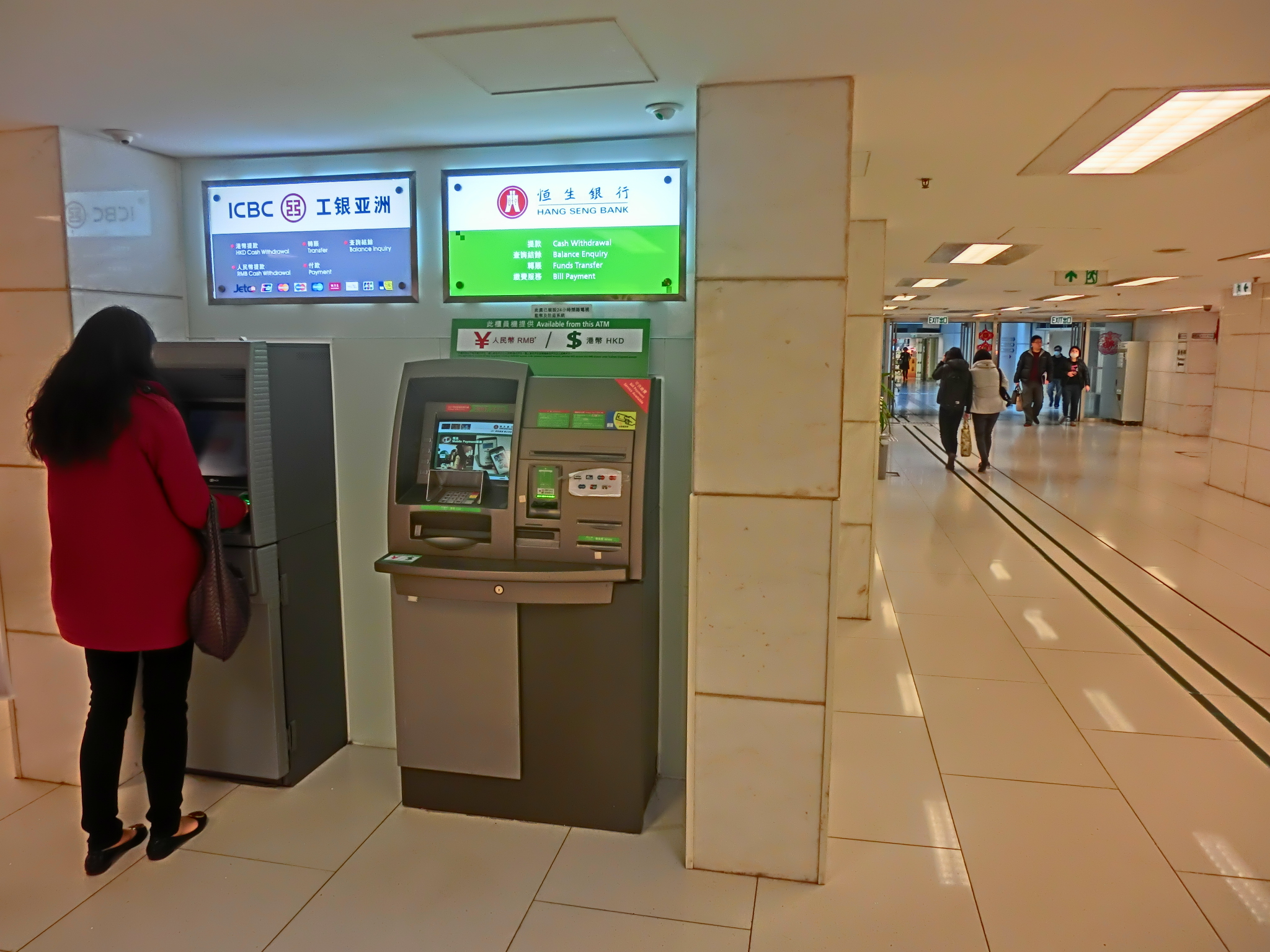
Банкомат
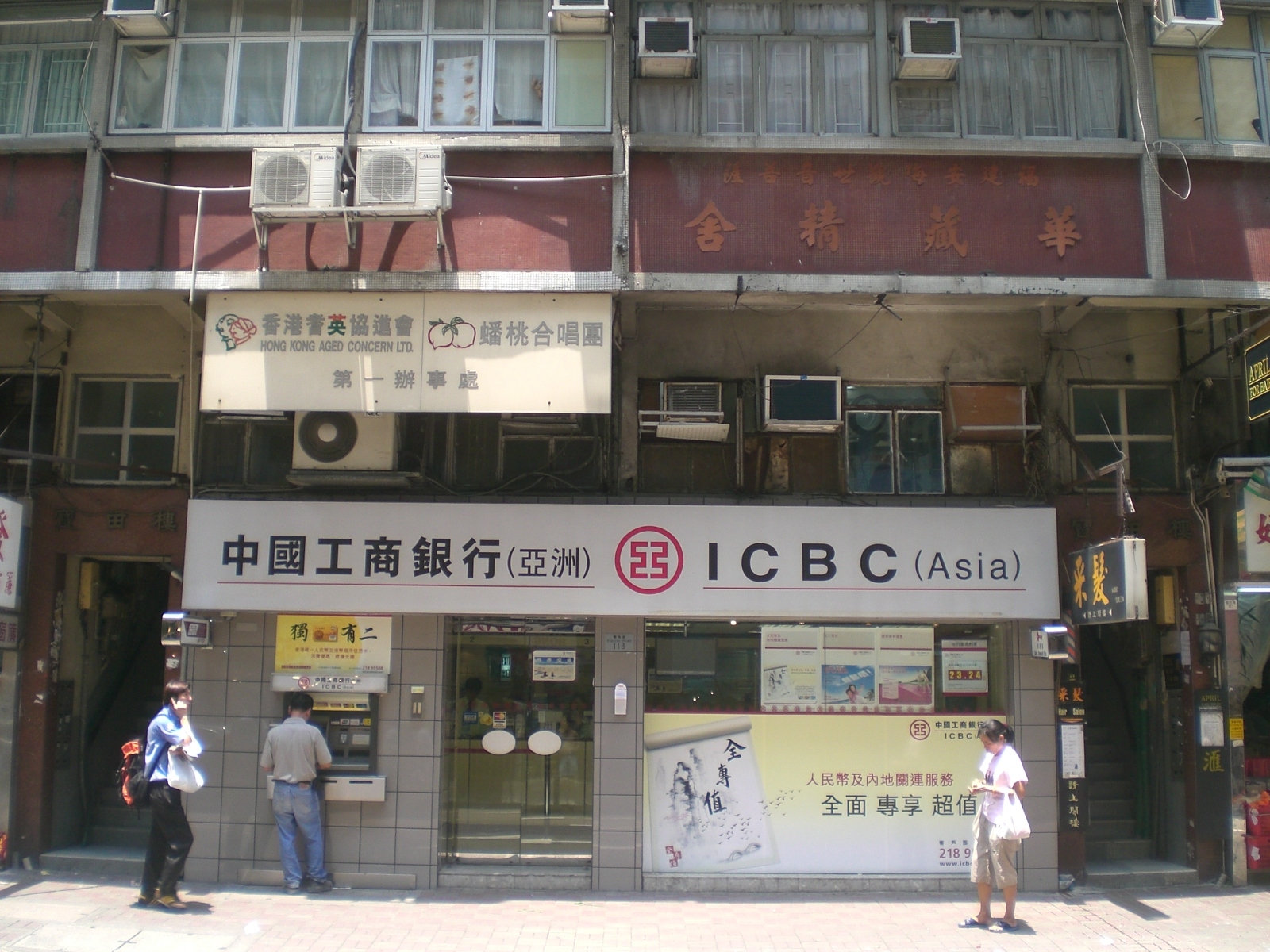
Отделение

## Дочерние структуры
- Chinese Mercantile Bank (операции с китайским юанем в материковом Китае)
- ICBC Asset Management (Global) Company Limited (управление активами в мире)